# Gézoncourt
Gézoncourt ist eine französische Gemeinde mit 183 Einwohnern (Stand: 1. Januar 2022) im Département Meurthe-et-Moselle in der Region Grand Est (vor 2016: Lothringen). Sie gehört zum Arrondissement Nancy (bis 2022: Arrondissement Toul) und ist Mitglied im Gemeindeverband Communauté de communes du Bassin de Pont-à-Mousson. Die Einwohner werden Gézoncourtois und Gézoncourtoises genannt.

## Geografie
Gézoncourt liegt etwa 21 Kilometer nordnordwestlich von Nancy und etwa 19 Kilometer nordnordöstlich von Toul im Regionalen Naturpark Lothringen. Umgeben wird Gézoncourt von den Nachbargemeinden Jezainville im Norden und Nordosten, Griscourt im Osten, Villers-en-Haye im Südosten und Süden, Rogéville im Süden, Domèvre-en-Haye im Südwesten sowie Martincourt im Westen und Nordwesten.
Die Gemeinde liegt oberhalb des Esch, einem Nebenfluss der Mosel. Der Landstrich nennt sich Petite Suisse Lorraine, weil die Landschaft an die der Schweiz erinnert. Über die Hälfte der Fläche der Gemeinde wird landwirtschaftlich genutzt, etwa 48 % ist bewaldet (vor allem durch den Bois communal de Gézoncourt). Gézoncourt liegt fernab von größeren Verkehrsachsen. Die Route départementale D 106 verbindet die Gemeinde mit den Nachbargemeinden Martincourt im Westen und Griscourt im Osten.
Der Fernwanderweg GR 5 von Schengen (Luxemburg) nach Nizza durchquert das Gemeindegebiet.

## Bevölkerungsentwicklung

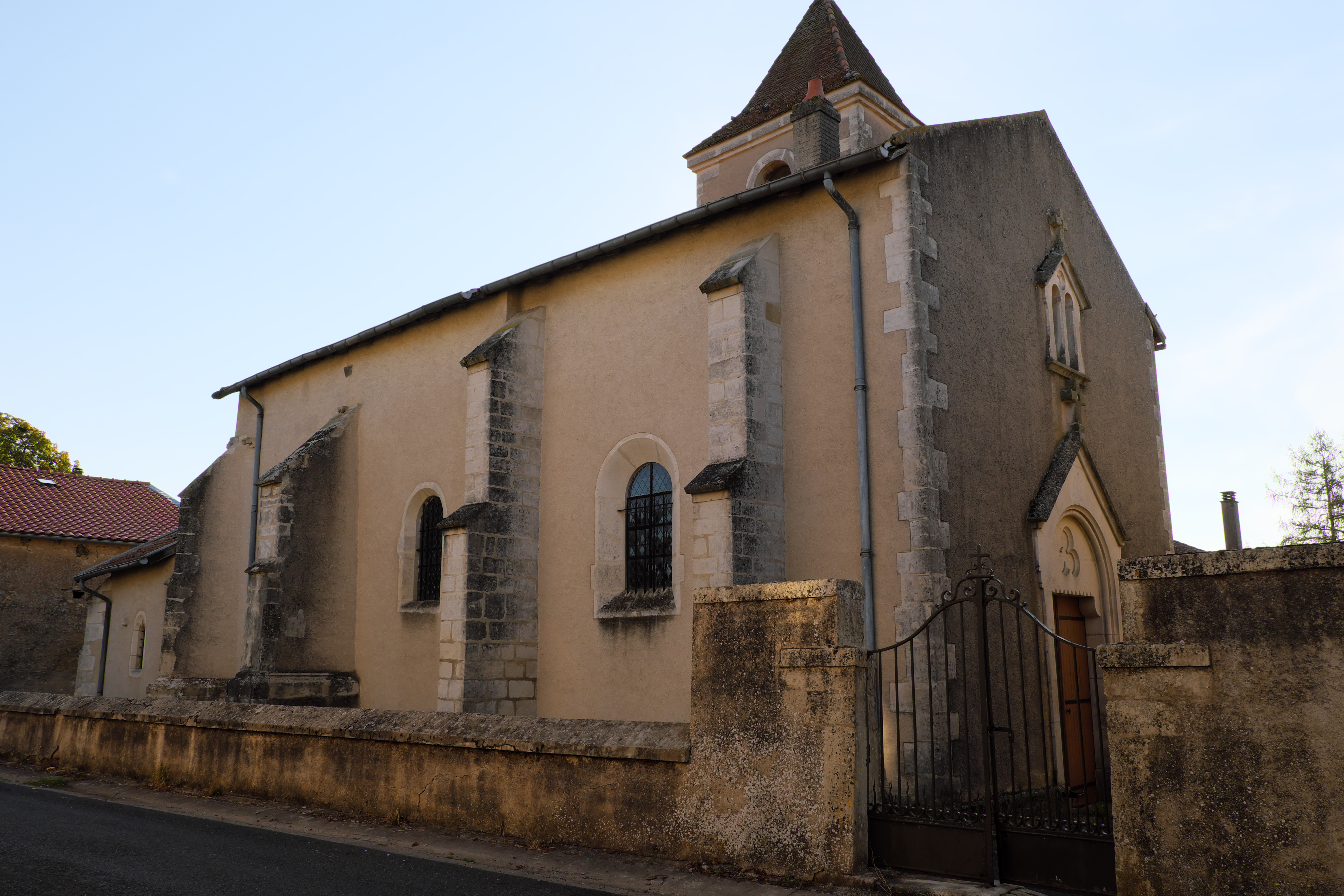
Kirche Saint-Lambert

| Jahr                       | 1962 | 1968 | 1975 | 1982 | 1990 | 1999 | 2006 | 2019 |
| Einwohner                  | 117  | 99   | 107  | 112  | 134  | 132  | 161  | 179  |
| Quellen: Cassini und INSEE |      |      |      |      |      |      |      |      |

## Sehenswürdigkeiten
- Kirche Saint-Lambert aus dem 11./12. Jahrhundert, seit 1926 als Monument historique eingeschrieben
- Mühle von Villevaux